# Rubilio Castillo
Román Rubilio Castillo Álvarez (La Ceiba, 26 november 1991) is een Hondurese profvoetballer die als aanvaller speelt. Hij verruilde in 2014 CDS Vida voor CD Motagua, waarmee hij in 2014 kampioen werd in de Liga Nacional de Honduras. Castillo debuteerde in 2015 in het Hondurees voetbalelftal.

## Clubprestaties
| seizoen   | club             | land     | competitie                | wed. | goals |
| --------- | ---------------- | -------- | ------------------------- | ---- | ----- |
| 2008-2012 | CDS Vida         | Honduras | Liga Nacional de Honduras | 32   | 4     |
| 2012/13   | → Deportes Savio | Honduras | Liga Nacional de Honduras | 18   | 5     |
| 2012/13   | CDS Vida         | Honduras | Liga Nacional de Honduras | 17   | 2     |
| 2013/14   | CDS Vida         | Honduras | Liga Nacional de Honduras | 17   | 12    |
| 2013/14   | CD Motagua       | Honduras | Liga Nacional de Honduras | 19   | 5     |
| 2014/15   | CD Motagua       | Honduras | Liga Nacional de Honduras | 44   | 28    |
| 2015/16   | CD Motagua       | Honduras | Liga Nacional de Honduras | 3    | 1     |
| 2015/16   | → Correcaminos   | MEX      | Liga de Ascenso           | 19   | 7     |

## Nationaal team
| jaar | soort             | team     | wed. | goals |
| ---- | ----------------- | -------- | ---- | ----- |
| 2015 | Oefenwedstrijden  | Honduras | 10   | 2     |
| 2015 | CONCACAF Gold Cup | Honduras | 5    | 0     |

## Erelijst
Club Deportivo Motagua
- Landskampioen 2014

 Honduras
- CONCACAF Gold Cup Play-Offs 2015 Winnaar